# Požig Norfolka
Požig Norfolka je bil incident, ki se je zgodil 1. januarja 1776 med ameriško revolucionarno vojno. Britanske ladje kraljeve mornarice v pristanišču Norfolk, Virginia so začele obstreljevati mesto, desantne skupine pa so pristale na obali, da bi požgale določene nepremičnine. Mesto, katerega večji del lojalistov prebivalstva je zbežal, so zasedle sile Patriotov iz kolonije Virginije in province Severna Karolina. Čeprav so si patrioti prizadevali pregnati britanske desantne skupine, niso storili ničesar, da bi ovirali napredovanje plamenov, temveč so začeli požigati in pleniti nepremičnine v lasti lojalistov.
Po treh dneh je bila večina mesta uničena, predvsem zaradi delovanja patriotskih sil. Uničenje so patrioti dokončali v začetku februarja, da bi Britancem preprečili dostop celo do ostankov mesta. Norfolk je bil zadnje pomembno oporišče britanske oblasti v Virginiji; potem ko je nekaj časa plenil obalna območja Virginije, je njen zadnji kraljevi guverner John Murray, 4. grof Dunmore, avgusta 1776 za vedno odšel.